# Cliff Allison

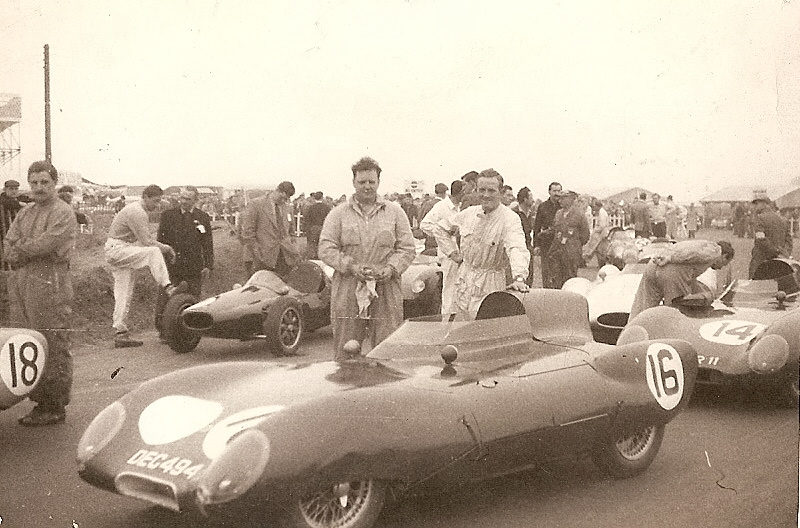
Cliff Allison (met hand op auto) in 1957

Henry Clifford Allison (Brough, 8 februari 1932 - Brough, 7 april 2005) was een Brits Formule 1-coureur. Hij reed 17 races in deze klasse tussen 1958 en 1961. Hij reed voor de teams Lotus, Scuderia Centro Sud, Ferrari en UDT Laystall.